# Janne Andersson
Jan Olof Andersson, dit Janne Andersson, est un footballeur suédois devenu entraîneur né le 29 septembre 1962 à Halmstad. Son poste de prédilection était attaquant. Depuis 2016, il est le sélectionneur de la Suède.

## Carrière
En dehors de deux piges à IS Halmia et au Laholms FK, Janne Andersson a effectué l'intégralité de sa carrière de footballeur à l'Alets IK, club dont il est toujours le meilleur buteur de l'histoire. Il n'a jamais joué dans les divisions professionnelles, le sommet de sa carrière ayant été une 7e place en Division 2 Västra (3e échelon national) avec l'IS Halmia en 1987.

## Carrière d'entraîneur

### Alets IK
Après une saison à l'IS Halmia, il revient au club en tant qu'entraîneur joueur en 1988.

### Halmstads BK
Il est nommé adjoint de Stuart Baxter à Halmstads BK.

### Laholms FK
Il prend ensuite seul la tête de Laholms FK (club de Division III, Sydvästra Götaland) en 1993, où il restera 6 ans. Lors de la saison 1996, il obtiendra la montée en Division II, Södra Götaland. 

### Halmstads BK
Après avoir obtenu le maintien de Laholms en Division II, Södra Götaland, il quitte ce dernier à l'aube de la saison 1999 pour retourner à Halmstad, pour y être l'adjoint de Tom Prahl, puis de Jonas Thern.
Lorsque ce dernier quittera ses fonctions en 2003, Janne Andersson devient enfin le numéro 1 dans un club professionnel. L'année suivante, il classera le club à une inespérée seconde place en championnat de Suède. Cette année-là, il sera élu entraîneur de l'année en Suède. Il restera l'entraîneur d'Halmstads BK jusqu'en 2009, où, après une saison morose (13e sur 16), il décidera de démissionner, après avoir passé 21 saisons au club.

### Örgryte IS
le 11 décembre 2009, Janne Andersson s'engage pour trois saisons en faveur d'Örgryte IS club tout juste relégué en Superettan. Bien qu'ayant à sa disposition l'une des équipes les plus fortes de son championnat, il ne parvient à faire mieux qu'une 9e place en championnat, condamnant ÖIS à une seconde saison de Superettan, mettant le club dans une situation compliquée financièrement. Dès lors, ses dirigeants lui propose de renouveler son contrat avec un salaire bien moindre ou de quitter le club moyennant une indemnité. C'est finalement cette dernière solution qui sera retenue.

### IFK Norrköping
Le 1er décembre 2010, seulement trois semaines après avoir quitté Örgryte, Andersson est intronisé entraîneur/manager de l'IFK Norrköping, club fraîchement promu en Allsvenskan, en remplacement de Göran Bergort dont le contrat n'a pas été renouvelé en raison de son manque d'expérience à ce niveau.